# Douglas (Alabama)
Douglas és una població dels Estats Units a l'estat d'Alabama. Segons el cens del 2000 tenia 530 habitants.

## Demografia
Segons el cens del 2000, Douglas tenia 530 habitants, 213 habitatges, i 158 famílies. La densitat de població era de 66 habitants/km².
Dels 213 habitatges en un 35,7% hi vivien nens de menys de 18 anys, en un 57,7% hi vivien parelles casades, en un 13,6% dones solteres, i en un 25,8% no eren unitats familiars. En el 24,9% dels habitatges hi vivien persones soles el 12,2% de les quals corresponia a persones de 65 anys o més que vivien soles. El nombre mitjà de persones vivint en cada habitatge era de 2,49 i el nombre mitjà de persones que vivien en cada família era de 2,95.
Per edats la població es repartia de la següent manera: un 27,4% tenia menys de 18 anys, un 10,2% entre 18 i 24, un 29,1% entre 25 i 44, un 23,6% de 45 a 60 i un 9,8% 65 anys o més.
L'edat mediana era de 32 anys. Per cada 100 dones hi havia 99,2 homes. Per cada 100 dones de 18 o més anys hi havia 92,5 homes.
La renda mediana per habitatge era de 33.594 $ i la renda mediana per família de 36.000 $. Els homes tenien una renda mediana de 32.143 $ mentre que les dones 19.375 $. La renda per capita de la població era de 22.410 $. Aproximadament el 8,8% de les famílies i el 9,8% de la població estaven per davall del llindar de pobresa.

## Poblacions més properes
El següent diagrama mostra les poblacions més properes.